# حملة دائمة
الحملة الدائمة هي نظرية في العلوم السياسية وضعها باتريك كاديل الذي عمل كمنظم استفتاءات شاب للرئيس الأمريكي جيمي كارتر، وكتب مذكرة في 10 ديسمبر عام 1976 بعنوان «ورقة عمل أولية عن الإستراتيجية السياسية».
كتب كاديل قائلًا «إن الفرضية التي أطرحها تنص على أن الحكم بموجب الموافقة الجماهيرية يتطلب حملة سياسية مستمرة».
وقد عرَّف مصطلح «الحملة الدائمة» ومفهومها وتاريخها للمرة الأولى الصحفي الذي تولى بعد ذلك منصب المستشار الرئاسي الأول للرئيس كلينتون سيدني بلومينثال في كتابه الصادر عام 1980 «الحملة الدائمة» (The Permanent Campaign). وفي هذا الكتاب، أوضح بلومينثال كيف أن التغيرات التي شهدتها السياسة الأمريكية من النمط القديم للرعاية وتنظيم الأحزاب إلى النمط القائم على الإعلام والاقتراع المستمد من تكنولوجيا الكمبيوتر الحديثة قد أدت إلى نشوء نظام جديد جوهريًا. 
وفسر ذلك بتغيير المستشارين السياسيين لقادة الأحزاب، وإدخالهم بذلك نموذجًا جديدًا صارت معه إقامة الحملات هي صور الحكم.
أدى عمل بلومينثال إلى حل مشكلة «تصحيح المسار المهم» في العلوم السياسية. يرى والتر دين برنهام، العالم السياسي البارز الذي طرح نظرية تصحيح المسار «أننا إذا نظرنا إلى ساحة السياسات الانتخابية الأمريكية من منظور تاريخي، يمكننا القول إن الوضع الحالي تمتد أصوله إلى مرحلة ما في الفترة ما بين منتصف إلى أواخر الستينيات من القرن العشرين. وفي دراسته الحديثة التي حملت عنوان»The Permanent Campaign«، أدلى سيدني بلومينثال بحُجة تشير إلى أن تصحيح المسار المهم تم في واقع الأمر في عام 1968 وفق توقعات الكثير من المحللين. بيد أنهم كانوا يبحثون عن تصحيح المسار في المكان الخاطئ. ويرجع ذلك إلى أن العنصر المحوري لهذا التصحيح، و» عصر الانتخابات السادس«الذي يرى بلومينثال أنه تبعه، هو النقيض تمامًا لكل الأحداث السابقة من هذا النوع. فبدلاً من تحقيق - وبالتالي إحياء - هذا التصحيح عن طريق الأحزاب السياسية، تضمن هذا التصحيح إحلالاً هامشيًا كاملاً لهذه الأحزاب بواسطة الحملة الدائمة.... والروابط السابقة بين الحاكم والمحكوم صارت أكثر التباسًا، بل وأكثر إشكاليةً.» انظر (Walter Dean Burnham، "The 1984 Election and the Future of American Politics" في Ellis Sandoz and C.V. Crabb, Jr، مُحرَر، Election 84: Landslide without Mandate، المكتبة الأمريكية الجديدة، 1985، صفحة 206.)
تم تطوير الإستراتيجيات من هذا النوع واستخدامها بفعالية منذ عهد ليندون جونسون حيث تُمنَح الأولوية للمكسب التكتيكي قصير المدى وليس الرؤية طويلة المدى. ويُنقَل المناخ الحماسي لتصدر العناوين الرئيسية السائد في الحملات الرئاسية إلى الحكومة ذاتها، وتنشأ بالتالي حملة دائمة تحد من قدرة السياسات على الانحراف عن الإرادة المتصورة للناس (ومن ثم استطلاعات الآراء المكثفة).
ومن الأمثلة الشهيرة التي تتناول كيفية تأثير هذه العقلية تأثيرًا قويًا على السياسات ما حدث في حكومة كلينتون عندما طلب منظم الاستفتاءات ديك موريس من المصوتين المساعدة في اتخاذ القرار بشأن المكان الذي سيتوجه إليه بيل كلينتون لقضاء إجازته. ويقول كاتب الأعمدة الصحفية جو كلاين «إن الضغط» للفوز«بدورة الأخبار اليومية - للسيطرة على الأخبار - قد يسطر على الجوانب الأكثر تأملية للساسة المحنكين في الحكومة.»
كما كتب سكوت ماكيلان، السكرتير الصحفي السابق للبيت الأبيض في حكومة الرئيس جورج دابليو بوش في سيرته عام 2008 التي حملت عنوان What Happened: Inside the Bush White House and Washington's Culture of Deception (ما حدث داخل البيت الأبيض في عهد بوش وثقافة واشنطن التضليلية) أن البيت الأبيض عانى من عقلية «الحملة الدائمة»، وتداخلت القرارات السياسية بشكل معقد مع السياسة.